# Bungay
Bungay är en stad och en civil parish i distriktet East Suffolk i grevskapet Suffolk i England. Orten har 4 895 invånare. Den har ett slott.